# Volba prezidenta České republiky 2013
Volba prezidenta České republiky v roce 2013 byla vyhlášena na pátek a sobotu 11. a 12. ledna, druhé kolo o dva týdny později na 25. a 26. ledna 2013. Šlo o první přímou volbu prezidenta, dosud byl volen nepřímo Parlamentem ČR. Vítězem prezidentských voleb se stal Miloš Zeman. Ten také 8. března 2013, den po skončení druhého volebního období Václava Klause, složil ve Vladislavském sálu Pražského hradu slavnostní slib a svým podpisem pod slibem se stal třetím prezidentem České republiky.
Kandidátní listiny podalo 20 uchazečů. Kandidát Jan Toman však svou kandidaturu stáhl a 23. listopadu 2012 Ministerstvo vnitra oznámilo, že 11 uchazečům registraci pro nesplnění podmínek zamítlo. Nejvyšší správní soud 13. prosince 2012 vyhověl stížnosti Jany Bobošíkové, zrušil rozhodnutí MV ČR a nařídil mu, aby ji také zaregistrovalo. K volbě tak bylo připuštěno celkem 9 kandidátů: Jana Bobošíková, Jiří Dienstbier, Jan Fischer, Taťana Fischerová, Vladimír Franz, Zuzana Roithová, Přemysl Sobotka, Karel Schwarzenberg a Miloš Zeman.
Agenturní předvolební průzkumy dlouhodobě favorizovaly Jana Fischera, jehož kolem přelomu prosince a ledna v průzkumech předstihl Miloš Zeman. V 1. kole hlasování nezískal žádný z kandidátů absolutní většinu platných hlasů. Do druhého kola postoupil s nejvyšším počtem hlasů Miloš Zeman a oproti průzkumům překvapivě Karel Schwarzenberg. Ve 2. kole zvítězil, tentokrát v souladu s předvolebními průzkumy, Miloš Zeman, a byl tak zvolen prezidentem České republiky na funkční období do roku 2018.

## Legislativní podmínky
Po dlouhých diskusích zavedl přímou volbu ústavní zákon č. 71/2012 Sb., schválený na přelomu let 2011–2012. Dodatečně byl v srpnu 2012 přijat prováděcí zákon o volbě prezidenta (č. 275/2012 Sb.), který stanoví podrobnosti navrhování kandidátů, vyhlašování a provádění volby, vyhlašování jejího výsledku a možnost soudního přezkumu. Oba předpisy nabyly účinnosti 1. října 2012.

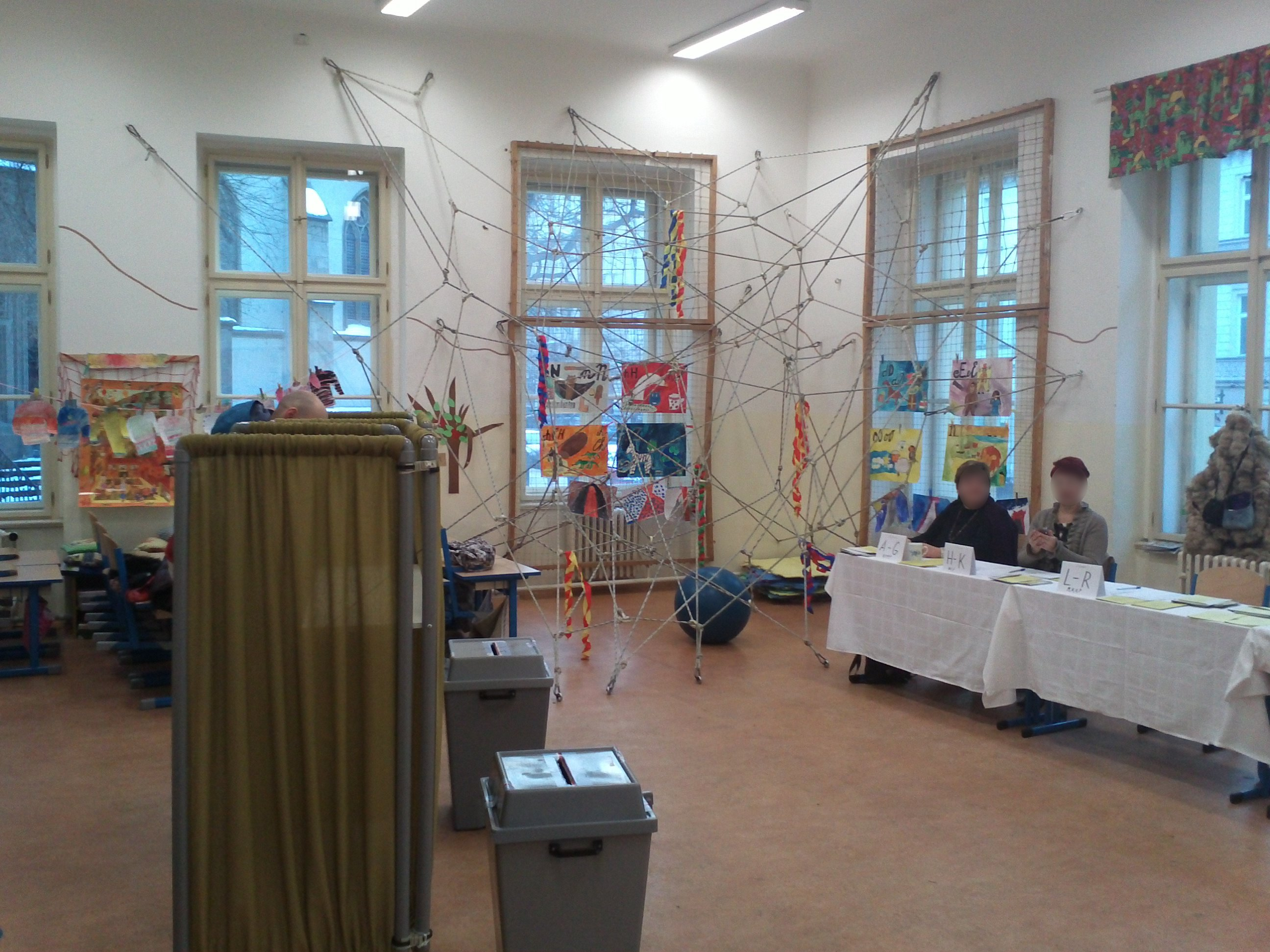
Volební místnost na ZŠ Štěpánská, Praha

Kandidáti musejí splňovat podmínky pro výkon funkce, které jsou obdobné jako do Senátu PČR, tedy občanství ČR a věk nejméně 40 let, musí mít plnou způsobilost k právním úkonům a nesmí jít o stávajícího (posledního) prezidenta, pokud je ve funkci již druhé volební období po sobě.
Navrhnout kandidáta může každý občan České republiky starší 18 let, podpoří-li jeho návrh petice podepsaná nejméně 50 tisíci takovými občany. Navrhovat kandidáta je také oprávněno nejméně 20 poslanců nebo nejméně 10 senátorů. Kandidátní listinu je nutné podat ministerstvu vnitra nejpozději 66 dnů přede dnem volby. Navrhující poslanci, navrhující senátoři nebo navrhující občan mohou podat pouze jednu kandidátní listinu a kandidát může být uveden pouze na jedné kandidátní listině. Navrhující poslanci nebo senátoři musí určit svého zmocněnce, navrhující občan ho může určit. Kandidát na prezidenta nesmí být zmocněncem svých navrhovatelů/-e ani navrhovatelů/-e jiného kandidáta, kandidát však může jako občan sám navrhovat kandidaturu svoji nebo jiného kandidáta. Občan však může peticí podpořit i více kandidátů. Ke kandidátní listině musí být přiloženo prohlášení kandidáta, že souhlasí se svou kandidaturou a že mu není známa překážka volitelnosti nebo že tato překážka pomine ke dni volby prezidenta, že nedal souhlas k tomu, aby byl uveden na jiné kandidátní listině, a že údaje o jeho osobě, volebním výboru a členech volebního výboru jsou pravdivé. Ministerstvo kandidátní listinu přezkoumá a zaregistruje ji, splňuje-li všechny zákonné náležitosti. Kandidát se může vzdát své kandidatury do 24 hodin před zahájením volby, a to osobně nebo prohlášením s vlastním podpisem. Pokud kandidát pozbude volitelnosti, tuto informaci ministerstvu doručuje zmocněnec navrhovatelů či navrhovatele nebo navrhující občan.
Povinností registrovaného kandidáta je ke dni podání kandidátní listiny sestavit 3–5členný volební výbor. Ten odpovídá za financování volební kampaně, rozhoduje jednomyslně a zastupuje jej písemně pověřený člen. Členem volebního výboru nesmí být kandidát na prezidenta republiky. Nejpozději v den podání kandidátní listiny také musí kandidát zřídit účet u banky v České republice a údaje o původu prostředků zveřejňovat (§ 24 zákona); většinou se to řeší tzv. transparentním účtem. Přes něj musí jít veškeré financovaní kampaně a pokud je účet zřízen již za probíhající kampaně, musejí být všechny transakce zpětně doplněny. Limit vynaložených prostředků je 40 milionů Kč a dalších 10 milionů pro účastníky druhého kola (§ 37 zákona).
Vedení voličských seznamů, vyhlašování voleb starosty a zastupitelskými úřady a stanovení volebních okrsků a volebních místností se provádí obdobně jako u parlamentních voleb.
Volba se koná 60 až 30 dnů před koncem funkčního období úřadujícího prezidenta tajným hlasováním občanů starších 18 let. Volí se jako v ostatních volbách v pátek od 14 do 22 hodin a v sobotu od 8 do 14 hodin. Když žádný kandidát nezíská nadpoloviční většinu platných hlasů, koná se za čtrnáct dní druhé kolo, kam postupují dva nejúspěšnější kandidáti.

## Předvolební období

### Vyhlášení voleb
Předseda Senátu Milan Štěch (ČSSD) hned v první den účinnosti zákonů o přímé volbě, 1. října 2012, vyhlásil první kolo volby na nejdřívější možný termín 11. a 12. ledna 2013 s odůvodněním, že pozdější 2. kolo by mohly komplikovat jarní prázdniny.

### Zahájení kampaní a sběr podpisů

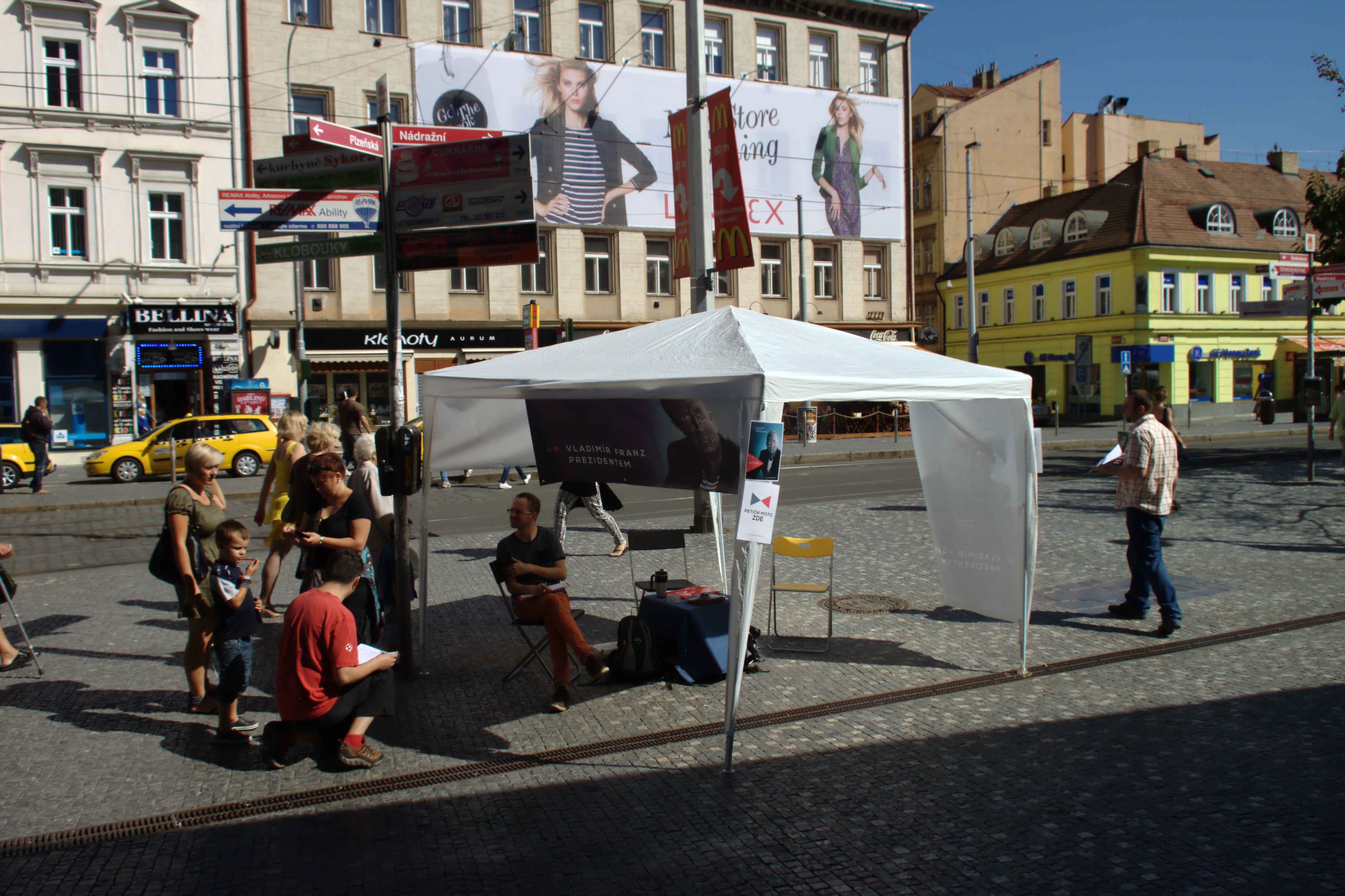
Petiční stánek Vladimíra Franze, Anděl (Praha)

Strana Práv Občanů ZEMANOVCI 21. března 2012 zahájila petiční kampaň pro sběr podpisů pro Miloše Zemana. Volební kampaň a sběr podpisů mítinky v Ústeckém kraji zahájil 30. března Tomáš Vandas (DSSS). Rovněž Hnutí Pro život ČR a další organizace zahájily sběr podpisů na podporu Jiřího Karase. Petiční archy a žádost o podporu publikovali na webových stránkách Jana Bobošíková a Petr Cibulka. 3. srpna zahájil kandidaturu v Lánech Jiří Dienstbier (ČSSD). 19. července zahájil kandidaturu během ve Stromovce Vladimír Dlouhý. 20. června uvedl Miloš Zeman, že získal potřebných 50 tisíc podpisů. Již v květnu mu přitom vyjádřilo podporu potřebných 10 senátorů. Stejného dne Tomáš Vandas oznámil, že shromáždil něco přes čtyři tisíce podpisů.
19. července zahájila sběr podpisů Zuzana Roithová (KDU-ČSL). 27. srpna nasbíral 50 tisíc podpisů také Jan Fischer. Téhož dne odstartoval kampaň Karel Schwarzenberg, předseda TOP 09.

### Nominace a registrace kandidátů
Ministerstvo vnitra České republiky dostalo celkem 20 kandidátních listin, z nichž k 9 nebyla přiložena petice s nejméně 50 tisíci podpisů ani návrh senátorů či poslanců a mnohé nevyhověly dalším formálním podmínkám. Jeden z kandidátů se vzdal kandidatury, 8 kandidátům ministerstvo registraci zamítlo bez ověřování podpisů pro jejich nedostatečný počet a další tři kandidáty ministerstvo odmítlo zaregistrovat po kontrole podpisů, při které počet uznaných klesl pod 50 000. Devět z jedenácti zamítnutých uchazečů se obrátilo se stížností na Nejvyšší správní soud České republiky. Ten rozhodl, že MV použilo k odpočtu nesprávný vzorec a musí dodatečně zaregistrovat Janu Bobošíkovou, ostatní návrhy na změny rozhodnutí zamítl. Pět ze zamítnutých kandidátů a dvě další osoby se obrátily se stížnostmi týkajícími se ústavnosti zákonné úpravy a registračního procesu; výraznější pozornost věnoval ústavní soud a média jen stížnosti Tomia Okamury, kvůli níž se vážně spekulovalo o možnosti odložení voleb. Ústavní soud však žádnému návrhu stěžovatelů nevyhověl a pouze obiter dicti poznamenal, že zákon o volbě prezidenta republiky obsahuje mezeru, která by mohla být hodnocena jako protiústavní.
14. prosince 2012 vylosovala Státní volební komise, zastoupená Václavem Henychem a Ivou Ritschelovou, čísla pro devět zaregistrovaných kandidátů:
| Pořadové číslo | Typ nominace     | Zaregistrovaní kandidáti | Zaregistrovaní kandidáti |
| -------------- | ---------------- | ------------------------ | --- |
| 1              | občanská         | Zuzana Roithová          | Zuzana Roithová, europoslankyně a bývalá ministryně zdravotnictví KDU-ČSL. Kandidaturu oznámila 23. února 2012. Uvedla, že měla nabídku nominace 10 senátory, ale rozhodla se i přesto sbírat 50 000 podpisů občanů. Jejich dosažení oznámila 1. října. Navrhl ji Jan Sokol prostřednictvím zmocněnce Martina Horálka a přiložil petici s více než 80 000 podpisů, z nichž MV uznalo jako platných 75 066. |
| 2              | občanská         | Jan Fischer              | Jan Fischer, bývalý předseda ČSÚ, úřednický premiér 2009–10 a následně viceprezident Evropské banky pro obnovu a rozvoj. Kandidaturu oznámil 8. února 2012, ihned po schválení přímé volby Senátem. Není členem žádné politické strany. 27. srpna 2012 oznámil, že nasbíral 50 tisíc podpisů potřebných k podání kandidatury. Navrhl ho prof. MUDr. Jan Pirk, DrSc. a přiložil petici s více než 101 261 podpisů s plnými údaji, z nichž MV uznalo po odpočtu 77 387 podpisů. |
| 3              | občanská         | Jana Bobošíková          | Jana Bobošíková, bývalá redaktorka TV Nova, poslankyně Evropského parlamentu 2004–9 a kandidátka na prezidentku za KSČM ve druhé z voleb 2008; předsedkyně strany Suverenita – Blok Jany Bobošíkové. Úmysl kandidovat oznámila 9. února 2012. Potřebných 50 000 podpisů získala na konci září 2012. Navrhla ji Eva Morávková a přiložila petici s 56 191 podpisů. Zjištěná chybovost byla v prvním vzorku 7,7 % a ve druhém 11,5 %, ministerstvo odečetlo cca 19,2 % (10 762) jako neplatných, za platné uznalo 45 428. Nejvyšší správní soud rozhodl o tom, že výpočet byl chybný, a nařídil registraci kandidátní listiny.                     |
| 4              | občanská         | Taťana Fischerová        | Taťana Fischerová, herečka, nestranická poslankyně za Unii svobody 2002–6, neúspěšná kandidátka do Senátu za hnutí Zelení 2006, občanská aktivistka a předsedkyně Klíčového hnutí. Kandidaturu oznámila koncem července 2012. Navrhl ji Robin Čumpelík a přiložil petici se 72 610 podpisů, z nichž MV uznalo jako platných 64 961. |
| 5              | skupina poslanců | Přemysl Sobotka          | Přemysl Sobotka, od 1996 senátor za Liberecko, 2004–10 předseda a jinak místopředseda Senátu, bývalý člen výkonné rady Občanské demokratické strany. O Sobotkovi, který byl jako předseda Senátu druhým nejvýše postaveným politikem, jako nástupci prezidenta Klause se mluvilo dlouho; sám vyjádřil zájem nejpozději v lednu 2010 a oficiálně oznámil kandidaturu 23. září 2011. V červnu 2012 ve stranických primárkách porazil Evžena Tošenovského, europoslance a bývalého moravskoslezského hejtmana, 61 % hlasů. Předpokládalo se, že má jistou parlamentní nominaci. Byl navržen skupinou 51 poslanců, jejich zmocněncem byl Jan Kočí.   |
| 6              | občanská         | Miloš Zeman              | Miloš Zeman, bývalý předseda České strany sociálně demokratické, premiér a neúspěšný kandidát ve druhé volbě v únoru 2003. Zakladatel a čestný předseda Strany Práv Občanů ZEMANOVCI. Úmysl kandidovat deklaroval 7. února 2012, avšak definitivní rozhodnutí o účasti ve volbě podmiňoval peticí, kterou by podepsalo velké množství lidí. Svůj úmysl definitivně potvrdil 26. června, kdy jako první nasbíral 50 tisíc podpisů na svoji podporu. Navrhl ho Ing. Vratislav Mynář, o němž se v rozhodnutí ministerstva píše, že je sám svým zmocněncem, a přiložil petici s více než 105 tisíci podpisů, z nichž MV uznalo jako platných 82 856. |
| 7              | občanská         | Vladimír Franz           | Vladimír Franz, postmoderní hudební skladatel a malíř, vedoucí Kabinetu scénické hudby DAMU. Kandidaturu oznámil 30. července 2012 v reakci na facebookovou iniciativu svých příznivců. Dne 5. listopadu oznámil, že nasbíral 50 tisíc podpisů. Navrhl ho Jakub Hussar prostřednictvím zmocněnkyně Kateřiny Šustové a přiložil petici s 88 388 podpisů, z nichž MV uznalo jako platných 75 709. |
| 8              | skupina senátorů | Jiří Dientsbier mladší   | Jiří Dienstbier, senátor za Kladensko, zastupitel v Praze a místopředseda ČSSD, státní občan ČR a USA. 19. května 2012 ho Ústřední výkonný výbor ČSSD zvolil oficiálním kandidátem strany pro volbu prezidenta. Předpokládalo se, že měl jistou parlamentní nominaci, ale i přesto se rozhodl sbírat podpisy občanů. Navrhla jej skupina 27 senátorů, jejichž zmocněncem byl Pavel Uhl. |
| 9              | skupina poslanců | Karel Schwarzenberg      | Karel Schwarzenberg, ministr zahraničních věcí a předseda strany TOP 09, státní občan ČR a Švýcarska, kandidaturu ohlásil 22. října 2011 na stranickém sněmu v Hradci Králové. Předpokládalo se, že má jistou parlamentní nominaci. Navrhlo jej 38 poslanců, jejichž zmocněncem byl Radek Lojda. |

| Uchazeči, jimž po odpočtu klesl počet podpisů pod 50 tisíc | Uchazeči, jimž po odpočtu klesl počet podpisů pod 50 tisíc |
| ---------------------------------------------------------- | --- |
| Vladimír Dlouhý                                            | Vladimír Dlouhý, do 1997 ministr průmyslu a obchodu a místopředseda ODA, poté ekonomický konzultant Goldman Sachs. Kandidaturu oznámil v rozhovoru pro Lidové noviny 22. června 2012. Dne 5. října 2012 oznámil, že nasbíral 50 000 podpisů. Navrhl ho prof. MUDr. Vladimír Beneš, DrSc., prostřednictvím zmocněnce Ladislava Vostárka a přiložil petici s 59 165 podpisů. Zjištěná chybovost byla v prvním vzorku 16,2 % a ve druhém 18,2 %, ministerstvo odečetlo cca 34,4 % (20 478) jako neplatných, za platné uznalo 38 686. NSS rozhodl, že výpočet byl chybný, avšak i podle správného vzorce by Dlouhý měl méně než 49 tisíc hlasů; zamítnutí registrace tak nebylo dotčeno. |
| Tomio Okamura                                              | Tomio Okamura, podnikatel a viceprezident Asociace českých cestovních kanceláří a agentur, od říjnových voleb 2012 nezávislý senátor za obvod Zlín. V červnu uvedl, že o kandidatuře rozhodne podle své podpory v senátní volbě; už počátkem října ale začal sbírat podpisy pod petici a vyjednávat o podpoře i se zákonodárci. Ve 2. kole 19. října byl zvolen senátorem a definitivně kandidaturu potvrdil. Dne 5. listopadu oznámil, že nasbíral 61 500 podpisů. Kandidátní listinu podal Stanislav Brunclík, který je, jak se uvádí v rozhodnutí ministerstva, sám svým zmocněncem, a přiložil petici s 61 966 podpisů. Zjištěná chybovost byla v prvním vzorku 19,4 % a ve druhém 23 %, ministerstvo odečetlo cca 42,4 % (26 215) jako neplatných, za platné uznalo 35 750. NSS rozhodl, že výpočet byl chybný, avšak i podle správného vzorce by Tomio Okamura měl méně než 49 tisíc hlasů; zamítnutí registrace tak nebylo dotčeno. |

### Debaty kandidátů

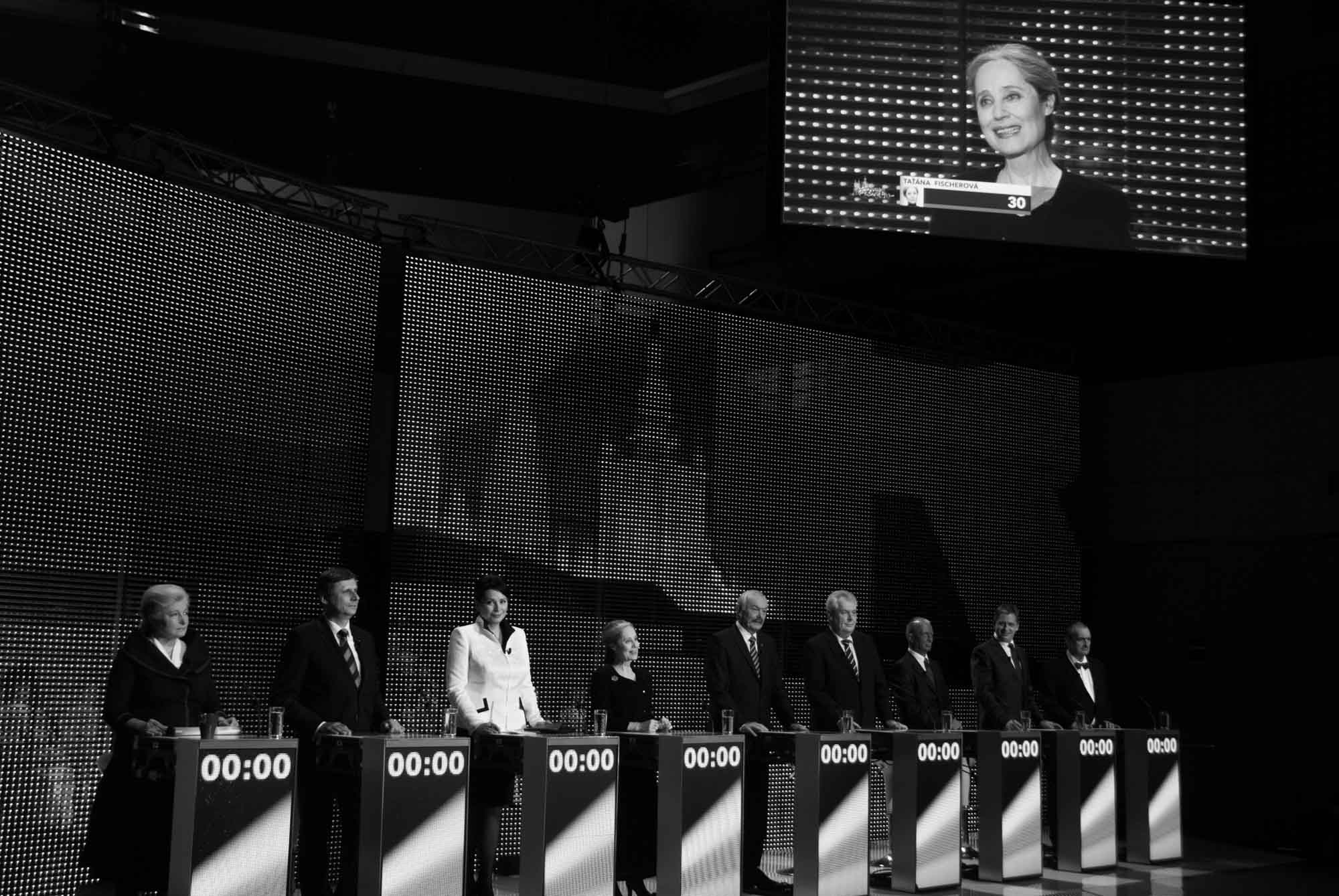
Prezidentská superdebata České televize z 10. ledna 2013

Veřejné debaty většího počtu kandidátů pořádala řada organizací, včetně významných médií.
Již 7. srpna 2012 uspořádalo sdružení Prague Pride debatu v Knihovně Václava Havla o LGBT tématech, menšinách, občanské společnost ad. za účasti Jiřího Dienstbiera, Jana Fischera, a Miloše Zemana.
Pražský institut pro globální politiku (Glopolis) hostil 19. září v Kaiserštejnském paláci Jiřího Dienstbiera, Karla Schwarzenberga, Přemysla Sobotku a Miloše Zemana, zejména k tématům zahraniční politiky.
Akce D.O.S.T. pozvala 18. října Janu Bobošíkovou, Ladislava Jakla, Jiřího Karase a Přemysla Sobotku k debatě o státní suverenitě a tradičních hodnotách. Nová scéna Národního divadla v Praze a Aktuálně.cz uspořádaly Interpelace s prezidentskými kandidáty a Tomášem Sedláčkem 1. a 22. listopadu. Asociace pro mezinárodní otázky a český Google pozvaly pětici kandidátů 6. listopadu k debatě o české zahraniční politice.
Občanské sdružení Evropské hodnoty spolu s iDNES.cz pořádalo dvě debaty o evropských otázkách ve dnech 8. listopadu a 12. prosince. Akademický spolek Čs. unie studentů politických věd v Plzni diskutoval s pěti uchazeči o hospodářství, mezinárodním obchodu a diplomacii 21. listopadu. Mladí konzervativci 21. listopadu v aule VŠE v Praze vedli debatu s Vladimírem Franzem a Přemyslem Sobotkou. Dne 28. listopadu proběhla na Právnické fakultě Univerzity Karlovy debata o ústavních limitech prezidentských pravomocí Spolku českých právníků Všehrd a týž den v Karolinu debata o zahraniční politice Pražského institutu bezpečnostních studií.
Hospodářské noviny a iHNed.cz uspořádaly debatu s přímým přenosem online 3. prosince v divadle La Fabrika za účasti všech tehdy předpokládaných kandidátů kromě Franze a Okamury, kteří pozvání nepřijali. Koncepčně šlo o prezentaci programu v sedmi minutách. Centrum pro sociální a ekonomické strategie znovu pozvalo kandidáty do Karolina, a to 5. prosince k diskusi o bezpečnosti a obraně státu. Na 13. prosince pozvalo Spojenectví práce a solidarity (SPaS) spíše levicové kandidáty Dienstbiera, Fischerovou a Zemana do Domu odborových svazů. Dne 8. ledna odvysílal online server iDNES.cz debatu všech devíti kandidátů z Ballingova sálu NTK, pořádanou spolu s MF DNES.
Česká televize připravovala pořady Interview – prezidentská volba, Hyde park – prezidentský speciál, Prezidentské debaty z Ostravy, Brna a Prahy vždy po třech kandidátech a finální kolektivní Prezidentskou superdebatu všech kandidátů vysílanou z Kongresového centra 10. ledna 2013. TV Nova vysílala pravidelný speciální pořad Cesta na Hrad. Dne 4. ledna 2013 nabídla Prima family v živém přenosu z RockOpery předvolební prezidentský duel dvou, v předvolebních průzkumech preferovaných, kandidátů Jana Fischera a Miloše Zemana.
Projekt Demagog.cz, komentující pravdivost faktických tvrzení politiků v televizních debatách, 7. ledna ohodnotil vystoupení kandidátů v předvolebních pořadech Hyde Park České televize. Nejlépe ze srovnání vyšel Jiří Dienstbier s 20 pravdivými tvrzeními a žádným nepravdivým, zavádějícím ani neověřitelným. Za ním byli Jan Fischer (11 pravdivých tvrzení, dvě neověřitelná) a Karel Schwarzeberg (14 pravdivých tvrzení, 1 zavádějící). Nejhorší byl Miloš Zeman, u nějž bylo 8 odpovědí vyhodnoceno jako pravdivé, 5 jako nepravdivé, 2 zavádějící a 3 neověřitelné. U nikoho z dalších kandidátů se neobjevilo více než jedno nepravdivé tvrzení. Projekt dále obdobně hodnotil i některé televizní a rozhlasové debaty a duely.

### Veřejné výzvy
V průzkumech volebních preferencí dlouhodobě dominovali Jan Fischer a Miloš Zeman.
V průběhu předvolebního období se zejména na internetu objevila řada výzev směřovaných na kandidáty, kteří se v průzkumech preferencí objevovali na nižších příčkách, aby někteří z nich odstoupili a omezili tak tříštění voličské přízně. 20. prosince 2012 například zveřejnil Martin C. Putna „Vánoční výzvu prezidentským kandidátům, jichž si lze vážit“, adresovanou šesti z osmi v té době registrovaných kandidátů, aby se mezi sebou dohodli a alespoň někteří odstoupili ve prospěch jednoho silného kandidáta, a zabránili tak „oné zoufalé nevolbě mezi Zemanem a Fischerem“. Žádný z kandidátů však podobné výzvy nevyslyšel. Táňa Fisherová a Vladimír Franz v tzv. prezidentské superdebatě České televize vyjádřili pohoršení nad šířícími se výzvami k odstoupení, když byli dotázáni na fauly v předvolební kampani. Franzův mluvčí Jakub Hussar i Zuzana Roithová a Táňa Fischerová si v lednu 2013 postěžovali na nátlak Schwarzenbergových příznivců.
Mezi významnější události volební kampaně patřila též Výzva tříkrálová podporující volbu Karla Schwarzenberga. Byla zveřejněna 2. ledna 2013 se 131 podpisy převážně známých osobností, 6. ledna se pak počet zveřejněných podpisů zvýšil na 172. Mezi prvními podepsanými byli sociologové Ivan Gabal a Fedor Gál, politici Michael Kocáb a Jan Ruml, Ivan a Dáša Havlovi či novinář Jan Urban. 16. ledna 2013, před druhým kolem volby, pak obdobný okruh osob vydal tzv. Druhou výzvu tříkrálovou s obdobným obsahem a cílem.

## Průzkumy volebních preferencí

### Centrum pro výzkum veřejného mínění AV ČR
Průzkum Centra pro výzkum veřejného mínění Akademie věd ČR (CVVM) proběhl 12.–19. 11. 2012 při kvótním výběru na 1053 respondentech starších 15 let (kvóty: kraj – oblasti NUTS 3, velikost místa bydliště, pohlaví, věk, vzdělání). Sběr dat probíhal formou rozhovoru se standardizovaným dotazníkem.
Na otázku, zda půjdou v prvním kole volit, odpovědělo z oslovených 1053 respondentů kladně 72 % dotázaných s volebním právem („rozhodně ano“ 40 % a „spíše ano“ 32 %). Údaje v tabulce odpovídají odpovědi na otázku „Kterého kandidáta budete volit?“ daných 72 % (N=724), kteří počítali s účastí u voleb. Ti, kteří vyjádřili podporu některému z kandidátů (N=658) byli dále tázáni na pevnost svého rozhodnutí. Z dotázaných 42 % uvedlo, že svou volbu už určitě nezmění. Dalších 55 % z dotázaných uvedlo, že se může stát, že svou volbu ještě změní. Zbylá 3 % dotázaných uvedla, že pravděpodobně svou volbu ještě změní.
Identickou metodu použilo CVVM i při průzkumu, který proběhl 3.–10. 12. 2012 na 1047 respondentech. Preference se v tomto případě odvozovaly od 72 % respondentů, kteří zamýšleli účast u voleb (N=723). Z respondentů, kteří se vyjádřili ve prospěch určitého kandidáta (N=625) pak 41 % uvedlo, že svou volbu již nezmění, podle 55 % se může stát, že svou volbu ještě změní, 3 % pravděpodobně svou volbu ještě změní a 1 % neví.
| Uchazeč             | Politický subjekt | Rok 2012 | Rok 2012 |
| Uchazeč             | Politický subjekt | Listopad | Prosinec |
| ------------------- | ----------------- | -------- | -------- |
| Jan Fischer         | Nezávislý         | 23,5 %   | 22,5 %   |
| Miloš Zeman         | SPOZ              | 19,5 %   | 19,5 %   |
| Jiří Dienstbier     | ČSSD              | 9 %      | 13 %     |
| Karel Schwarzenberg | TOP 09            | 7 %      | 7 %      |
| Přemysl Sobotka     | ODS               | 2 %      | 3,5 %    |
| Zuzana Roithová     | KDU-ČSL           | 2,5 %    | 4,5 %    |
| Jana Bobošíková     | SBB               | 2        | 3,5 %    |
| Vladimír Franz      | Nezávislý         | 4 %      | 5,5 %    |
| Táňa Fischerová     | Nezávislá / KH    | 2 %      | 2,5 %    |
| Tomio Okamura       | Nezávislý         | 9,5 %    | 5 %      |
| Vladimír Dlouhý     | Nezávislý         | 2,5 %    | 2,5 %    |
| Neví                |                   | 15,5 %   | 12,5 %   |

### PPM Factum
Dlouhodobý a kontinuální průzkum agentury Factum Invenio (od srpna 2012 pod názvem PPM Factum). Průzkumy byly prováděny s různými reprezentativními vzorky občanů ČR nad 18 let, získanými kvótním výběrem. Počet respondentů se pohyboval od 928 do 971. Poslední průzkum byl proveden mezi 1. a 6. lednem 2013.
| Uchazeč             | Politický subjekt | Rok 2012 | Rok 2012 | Rok 2012                | Rok 2012 | Rok 2012 | Rok 2012 | Rok 2012 | Rok 2012 | Rok 2012 | Rok 2012 | Rok 2012 | Rok 2013 |
| Uchazeč             | Politický subjekt | Leden    | Únor     | Duben[nedostupný zdroj] | Květen   | Červen   | Červenec | Srpen    | Září     | Říjen    | Listopad | Prosinec | Leden    |
| ------------------- | ----------------- | -------- | -------- | ----------------------- | -------- | -------- | -------- | -------- | -------- | -------- | -------- | -------- | -------- |
| Miloš Zeman         | SPOZ              | 9,7 %    | 10,2 %   | 12 %                    | 13,3 %   | 13,4 %   | 18,2 %   | 20,6 %   | 22,7 %   | 21,9 %   | 19,4 %   | 25,6 %   | 25,1 %   |
| Jan Fischer         | Nezávislý         | 24,5 %   | 21,8 %   | 24,4 %                  | 24,1 %   | 25,3 %   | 22,2 %   | 22 %     | 27,7 %   | 30,1 %   | 28,1 %   | 25,0 %   | 20,1 %   |
| Vladimír Franz      | Nezávislý         | –        | –        | –                       | –        | –        | –        | –        | 6,6 %    | 4,5 %    | 5,6 %    | 9,8 %    | 11,4 %   |
| Karel Schwarzenberg | TOP 09            | 8,4 %    | 8,2 %    | 5,5 %                   | 8 %      | 4,2 %    | 6,6 %    | 5,2 %    | 5,9 %    | 6,6 %    | 6,7 %    | 9,2 %    | 11,0 %   |
| Jiří Dienstbier     | ČSSD              | –        | 7,4 %    | 5,3 %                   | 5,9 %    | 8,5 %    | 8,2 %    | 6,5 %    | 6,9 %    | 6,5 %    | 8,8 %    | 10,6 %   | 10,6 %   |
| Přemysl Sobotka     | ODS               | –        | 3,2 %    | 4,6 %                   | –        | 3,1 %    | 4,3 %    | 4,8 %    | 5,7 %    | 4,5 %    | 6,4 %    | 6,8 %    | 7,1 %    |
| Jana Bobošíková     | SBB               | –        | 7,5 %    | 6,6 %                   | 6,2 %    | 7,6 %    | 6,4 %    | 5,3 %    | 3,8 %    | 4,5 %    | 3,3 %    | 4,1 %    | 5,6 %    |
| Zuzana Roithová     | KDU-ČSL           | 3 %      | 3 %      | 3,8 %                   | 4 %      | –        | 3,7 %    | 3 %      | 3,4 %    | 3,6 %    | 4,3 %    | 4,4 %    | 4,6 %    |
| Táňa Fischerová     | Nezávislá / KH    | –        | –        | –                       | –        | –        | –        | –        | –        | –        | 4,6 %    | 4,4 %    | 4,6 %    |
| Tomio Okamura       | Nezávislý         | 9,2 %    | 6,1 %    | 9,9 %                   | 8,9 %    | 8,8 %    | 6,9 %    | 7,3 %    | 6,1 %    | 7,9 %    | 10 %     | –        | –        |
| Vladimír Dlouhý     | Nezávislý         | –        | –        | –                       | –        | –        | –        | –        | 6,6 %    | 2,8 %    | 2,9 %    | –        | –        |
| Jan Švejnar         | Nezávislý         | 14,5 %   | 15,1 %   | 17,8 %                  | 15,8 %   | 15,8 %   | 12,2 %   | 12,2 %   | —        | —        | —        | —        | —        |
| Zdeněk Tůma         | Nezávislý         | 3,5 %    | 4,1 %    | 3,8 %                   | 4,7 %    | 4 %      | 3,2 %    | 4,2 %    | 4,3 %    | 3,6 %    | –        | –        | –        |

### Median
Dlouhodobý a kontinuální průzkum agentury Median. Průzkumy byly prováděny s různými reprezentativními vzorky občanů ČR nad 18 let, získanými stratifikovaným náhodným adresním výběrem. Počet respondentů se pohyboval od 901 do 1 062. Poslední průzkum byl proveden mezi 17. listopadem a 16. prosincem 2012.
| Uchazeč             | Politický subjekt | Rok 2012 | Rok 2012 | Rok 2012 | Rok 2012 | Rok 2012                   | Rok 2012                | Rok 2012               | Rok 2012 | Rok 2012 | Rok 2012 |
| Uchazeč             | Politický subjekt | Březen   | Duben    | Květen   | Červen   | Červenec[nedostupný zdroj] | Srpen[nedostupný zdroj] | Září[nedostupný zdroj] | Říjen    | Listopad |          |
| ------------------- | ----------------- | -------- | -------- | -------- | -------- | -------------------------- | ----------------------- | ---------------------- | -------- | -------- | -------- |
| Jan Fischer         | Nezávislý         | 31,5 %   | 33 %     | 36 %     | 32 %     | 34,5 %                     | 34 %                    | 35,5 %                 | 32,5 %   | 26 %     |          |
| Miloš Zeman         | SPOZ              | 10,5 %   | 11 %     | 12,5 %   | 17 %     | 14 %                       | 20,5 %                  | 21,5 %                 | 24,5 %   | 26,5 %   |          |
| Karel Schwarzenberg | TOP 09            | 6,5 %    | 6 %      | 7,5 %    | 5,5 %    | 6 %                        | 5,5 %                   | 9 %                    | 7,5 %    | 9,5 %    |          |
| Jiří Dienstbier     | ČSSD              | 7,5 %    | 4,5 %    | 5,5 %    | 6 %      | 6 %                        | 5,5 %                   | 7 %                    | 7 %      | 8 %      |          |
| Přemysl Sobotka     | ODS               | 4 %      | 3,5 %    | 4,5 %    | 7,5 %    | 4,5 %                      | 5 %                     | 6 %                    | 5,5 %    | 5,5 %    |          |
| Vladimír Franz      | Nezávislý         | —        | —        | —        | —        | —                          | 1,5 %                   | 1,5 %                  | 3 %      | 5 %      |          |
| Vladimír Dlouhý     | Nezávislý         | –        | –        | –        | –        | 6 %                        | 4,5 %                   | 5 %                    | 4,5 %    | 4,5 %    |          |
| Zuzana Roithová     | KDU-ČSL           | –        | –        | <3 %     | <3 %     | <3 %                       | 1,5 %                   | 1,5 %                  | 1,5 %    | 3,5 %    |          |
| Jana Bobošíková     | SBB               | 4,5 %    | 4 %      | 4,5 %    | 4 %      | 7 %                        | 4 %                     | 3 %                    | 4 %      | 3 %      |          |
| Táňa Fischerová     | Nezávislá / KH    | —        | —        | —        | —        | —                          | 3,5 %                   | 1,5 %                  | 3 %      | 3 %      |          |
| Vladimír Remek      | KSČM / nestraník  | 2,5 %    | –        | 3,5 %    | –        | 3,5 %                      | –                       | 4 %                    | —        | —        |          |
| Tomio Okamura       | Nezávislý         | 4 %      | 5 %      | 5,5 %    | –        | –                          | –                       | –                      | —        | 5,5 %    |          |
| Jan Švejnar         | Nezávislý         | 19 %     | 17,5 %   | 11,5 %   | 15,5 %   | 11,5 %                     | 10 %                    | —                      | —        | —        |          |

### Sanep
Občasný průzkum agentury Sanep. Průzkumy byly prováděny na internetu s různými vzorky dobrovolníků ve věku od 18 do 69 let, převáženými kvótním výběrem. Počet respondentů se pohyboval od 7 000 do 21 000. Poslední průzkum byl proveden mezi 2. a 6. lednem 2013, průzkum obsahoval i kategorii nerozhodnutých voličů, kterých k prvnímu týdnu ledna 2013 bylo 11 %.
| Uchazeč             | Politický subjekt    | Rok 2012                                         | Rok 2012                 | Rok 2012 | Rok 2012 | Rok 2012                                             | Rok 2012 | Rok 2013 |   |
| Uchazeč             | Politický subjekt    | Únor Archivováno 30. 7. 2020 na Wayback Machine. | Květen[nedostupný zdroj] | Červenec | Srpen    | Listopad Archivováno 29. 3. 2020 na Wayback Machine. | Prosinec | Leden    |   |
| ------------------- | -------------------- | ------------------------------------------------ | ------------------------ | -------- | -------- | ---------------------------------------------------- | -------- | -------- | - |
| Miloš Zeman         | SPOZ                 | 6,3 %                                            | 14,5 %                   | 16,8 %   | 23,6 %   | 24,2 %                                               | 22,5 %   | 23,6 %   |   |
| Jan Fischer         | Nezávislý            | 21,2 %                                           | 23,1 %                   | 19,7 %   | 24,8 %   | 23,9 %                                               | 21,2 %   | 16,2 %   |   |
| Jiří Dienstbier ml. | ČSSD                 | –                                                | 6,2 %                    | 7,3 %    | 10,8 %   | 8,3 %                                                | 9,8 %    | 14,3 %   |   |
| Karel Schwarzenberg | TOP 09               | 9,7 %                                            | 7,6 %                    | 4,3 %    | 7,8 %    | 6,8 %                                                | 6,5 %    | 14,2 %   |   |
| Zuzana Roithová     | KDU-ČSL              | 2,6 %                                            | 5,1 %                    | 5,4 %    | 4,5 %    | 5,1 %                                                | 5,2 %    | 5,3 %    |   |
| Přemysl Sobotka     | ODS                  | 2,8 %                                            | 2,9 %                    | 3,8 %    | 6,4 %    | 6,5 %                                                | 6,1 %    | 5,1 %    |   |
| Vladimír Franz      | Nezávislý            | –                                                | –                        | –        | 2,6 %    | 4,7 %                                                | 4,7 %    | 3,9 %    |   |
| Jana Bobošíková     | SBB                  | 2,3 %                                            | 3,4 %                    | 3,5 %    | 5,6 %    | 4,6 %                                                | 4,1%     | 3,4 %    |   |
| Táňa Fischerová     | Nezávislá / KH       | –                                                | –                        | –        | 3,3 %    | 3,8 %                                                | 2,5 %    | 2,7 %    |   |
| Tomio Okamura       | Nezávislý            | 3,4 %                                            | 6,1 %                    | 5,6 %    | —        | 8,9 %                                                | 10,1 %   | —        |   |
| Vladimír Dlouhý     | Nezávislý            | –                                                | –                        | 1,7 %    | 3,7 %    | 3,5 %                                                | 2,6 %    | –        |   |
| Ladislav Jakl       | Svobodní / nestraník | –                                                | –                        | 4,8 %    | 5 %      | —                                                    | —        | —        |   |
| Vladimír Remek      | KSČM / nestraník     | 2,9 %                                            | —                        | —        | —        | —                                                    | —        | —        |   |
| Jan Švejnar         | Nezávislý            | 12,6 %                                           | 15,2 %                   | 11,5 %   | —        | —                                                    | —        | —        | — |

### Analýzy a agregovaný model
Sociolog Daniel Prokop, analytik společnosti Median, zveřejnil 7. ledna 2013 v deníku Insider agregovaný model vycházející z váženého průměru výsledků výzkumů společností Factum, MEDIAN, CVVM a Sanep. Zmiňuje, že se ve veřejné diskusi objevuje teze, že Miloš Zeman a Jan Fischer jsou v médiích a průzkumech v rámci manipulace voleb upřednostňováni a nadhodnocováni. V agregovaném modelu využívajícím data z posledních kol výzkumů čtyř agentur vychází jako první Miloš Zeman (26,0 %), následují Jan Fischer (22,5 %), Jiří Dienstbier (12,5 %), Karel Schwarzenberg (11,5 %), Vladimír Franz (8,0 %), Přemysl Sobotka (6,0 %), Zuzana Roithová (5,0 %), Jana Bobošíková (4,0 %), Táňa Fischerová (3,5 %). Z porovnání s listopadovými daty Zeman má setrvalé preference, Fischer silně ztrácí a následujících 5 kandidátů své pozice posiluje. Podle zkušenosti, jaká s posunem volební podpory v posledních volebních dnech a týdnech je například z českých sněmovních voleb, není první kolo volby rozhodnutý boj. Podle Daniela Prokopa se výsledky voleb od výsledků průzkumů mohou lišit ještě výrazněji než u jiných typů voleb, protože pevnost rozhodnutí voličů je menší a rozhodnutí vychází spíše z proměnlivých sympatií více než z trvalých socio-ekonomických podmínek voličů, kampaň a debaty se koncentrují do posledních dnů a nevypočítatelné je rozhodnutí sympatizantů dosud méně podporovaných kandidátů.

### Mediální ankety
V anketě webu Blesk.cz, jíž se účastnilo téměř 70 000 hlasujících, se 11. srpna 2012 umístil na prvním místě Jan Fischer (27 %), na druhém Miloš Zeman (21 %) a na třetím s 13 % Vladimír Franz.
V anketě na webu Aktuálně.cz z 18. října 2012 se uvažovaní kandidáti umístili v pořadí Zuzana Roithová (31,54 %), Jiří Karas (30,13 %), Tomio Okamura (11,78 %), Vladimír Franz (6,78 %), Táňa Fischerová (5,48 %), Miloš Zeman (3,08 %), Jiří Dienstbier (2,43 %), Jan Fischer (2,21 %), Karel Schwarzenberg (1,87 %), Vladimír Dlouhý (1,24 %), Karel Randák (1,03 %), Klára Samková (0,93 %), Jana Bobošíková (0,68 %), Přemysl Sobotka (0,44 %), Ladislav Jakl (0,25 %), Pavel Kořán (0,12 %).
V anketě na webu Aktuálně.cz z 6. listopadu 2012 se kandidáti umístili v pořadí Vladimír Franz (10 108 hlasů), Tomio Okamura (7 001 hlasů), Jan Fischer (4 880), Karel Schwarzenberg (4 614), Miloš Zeman (4 526), Táňa Fischerová (2 767), Zuzana Roithová (1 378), Jiří Dienstbier (1 328), Jana Bobošíková (1 042), Přemysl Sobotka (647) a jako poslední Vladimír Dlouhý (531 hlasů).
V dvoukolové anketě internetové verze týdeníku Reflex ve dnech 6. a 7. listopadu 2012 získal z celkových 7 416 hlasů v prvním kole Vladimír Franz 35 %, Karel Schwarzenberg 30 %, Tomio Okamura získal 9 %, Miloš Zeman získal 7 %, Jan Fischer 6 %, Táňa Fischerová a Zuzana Roithová překročily hranici 200 hlasů, nejméně (1 % hlasů) získala Jana Bobošíková. Ve druhém kole získal Vladimír Franz 7720 hlasů, tedy 68 % z více než 11 tisíc.
Ve dvoukolové anketě portálu iDNES.cz se 14. listopadu 2012 ve vyhodnocení prvního kola umístil na prvním místě Vladimír Franz s 16 725 (26,1 %) z 64 031 hlasů, následoval ho Karel Schwarzenberg s 16,3 % a společně postoupili do druhého kola ankety. Na dalších místech byli Miloš Zeman (11,70 %), Tomio Okamura (11,67 %), Jan Fischer (11,16 %), Táňa Fischerová (6,69 %), Přemysl Sobotka (4,19 %), Zuzana Roithová (4,07 %), Jiří Dienstbier (3,75 %), Vladimír Dlouhý (3,2 %) a poslední Jana Bobošíková (1,13 %). Ve druhém kole ankety 18. listopadu 2012 zvítězil Vladimír Franz s 55,7 % (18 895) hlasů.
Server Tn.cz uveřejnil 2. prosince 2012 mezivýsledek průběžné ankety. Podle něj více než 40 % čtenářů hlasovalo pro Tomia Okamuru. 7. ledna byl stav hlasů v průběžné anketě, která zahrnovala i vyřazené kandidáty Dlouhého a Okamuru: Miloš Zeman (37 %), Tomio Okamura (28 %), Vladimír Franz (13 %), Jan Fischer (9 %), Jiří Dienstbier a Karel Schwarzenberg (po 4 %), Táňa Fischerová (2 %), Jana Bobošíková, Zuzana Roithová a Přemysl Sobotka (po 1 %) a poslední Vladimír Dlouhý (0 %).
V anketě na zpravodajském serveru Novinky.cz, která byla ukončena 7. ledna 2013 o půlnoci, byly výsledky následující: 1. Miloš Zeman (39,3 %), 2. Karel Schwarzenberg (21,8%), 3. Vladimír Franz (10,9 %), 4. Jan Fischer (9,5 %), 5. Jiří Dienstbier ml. (8,8 %), 6. Zuzana Roithová (2,1 %), 7. Táňa Fischerová (1,7 %), 8. Přemysl Sobotka (1,6 %) a 9. Jana Bobošíková (1,1 %). Ankety se celkem účastnilo 101 400 uživatelů internetu.
Server Reflex.cz pořádal 7. a 8. ledna 2013 dvoukolovou anketu, v které v prvním kole získal nejvíce virtuálních hlasů Karel Schwarzenberg (3 077), následovali ho Vladimír Franz (1 621), Miloš Zeman (915), Jiří Dienstbier (433), Táňa Fischerová (304), Přemysl Sobotka (267), Zuzana Roithová (224), Jan Fischer (193) a Jana Bobošíková (99). Druhé kolo ankety se konalo 8. ledna a celkovým vítězem se stal s 57 % hlasů Vladimír Franz (7 953 hlasů), Karel Schwarzenberg obdržel 5 957 hlasů.

### Studentské volby
V takzvaných studentských volbách, které se ve dnech 11. a 12. prosince 2012 konaly v rámci výchovy k občanství a v rámci programu Jeden svět organizace Člověk v tísni na 400 středních školách, které se k projektu připojily, a zúčastnilo se jich 61 499 studentů starších 15 let, se na prvním místě umístil Vladimír Franz (40,7 %), na druhém místě Jan Fischer (19,4 %), a dále Karel Schwarzenberg (14,6 %), Miloš Zeman (9,4 %), Táňa Fischerová (5,0 %), Zuzana Roithová (4,4 %), Přemysl Sobotka (3,2 %) a Jiří Dienstbier (3,2 %). Nebylo možno hlasovat pro kandidáty Bobošíkovou, Okamuru a Dlouhého, kteří v té době pro skutečné volby nebyli zaregistrováni a o jejich stížnostech dosud nebylo rozhodnuto. Vladimír Franz a Miloš Zeman měli větší podporu na učilištích a středních odborných školách než na gymnáziích, Jan Fischer či Karel Schwarzenberg byli zase úspěšnější na gymnáziích, ovšem i na nich byl Franz s 32,1 % jasným vítězem. Franz zvítězil ve všech krajích, největší podporu měl v Karlovarském (49,1 %), nejmenší v Pardubickém (35,8 %).

### Průzkum mezi podnikateli
Redakce Hospodářských novin si v prosinci 2012, prostřednictvím agentury Datank, nechala vytvořit průzkum k volbě prezidenta mezi 262 byznysmeny. První kolo volby by mezi nimi vyhrál Jan Fischer se 17 %, dále by se umístili Miloš Zeman s necelými 14 % a Karel Schwarzenberg s 10 %. Pětina dotázaných nebyla pevně rozhodnutá komu dát hlas.

### Analýza on-line médií
Společnost Semantic Visions, zabývající se automatickým porozuměním textů a analýzami sentimentu, v lednu 2013 představila výsledky své dlouhodobé analýzy on-line médií (probíhající od 1. října 2012 do 1. ledna 2013). Společnost své tvrzení zakládá na tezi, že veřejné mínění reflektuje obraz, který představují veřejná média. Analýza zahrnula 375 880 článků z 1 760 zdrojů a 62 332 postů a komentářů na sociálních sítích. Dle výsledků by do druhého kola nejspíš mohli postoupit kandidáti Miloš Zeman a Karel Schwarzenberg. Za nimi poté následují Jan Fischer, Jiří Dienstbier a Vladimír Franz. Šance ostatních kandidátů analýza odhaduje jako minimální.

## Hlasování a výsledky

### 1. kolo

Výsledky prvního kola dle okresů:
Miloš Zeman
Karel Schwarzenberg

První kolo voleb se konalo 11. a 12. ledna. Volební účast v prvním kole dosáhla 61,31 %. Toto jsou výsledky:
| Kandidát               | Kandidát               | Strana                 | Hlasy     | %     |
| ---------------------- | ---------------------- | ---------------------- | --------- | ----- |
|                        | Miloš Zeman            | SPOZ                   | 1 245 848 | 24,21 |
|                        | Karel Schwarzenberg    | TOP 09                 | 1 204 195 | 23,40 |
|                        | Jan Fischer            | nestraník              | 841 437   | 16,35 |
|                        | Jiří Dienstbier        | ČSSD                   | 829 297   | 16,12 |
|                        | Vladimír Franz         | nestraník              | 351 916   | 6,84  |
|                        | Zuzana Roithová        | KDU-ČSL                | 255 045   | 4,95  |
|                        | Táňa Fischerová        | KH                     | 166 211   | 3,23  |
|                        | Přemysl Sobotka        | ODS                    | 126 846   | 2,46  |
|                        | Jana Bobošíková        | SBB                    | 123 171   | 2,39  |
| Celkem                 | Celkem                 | Celkem                 | 5 143 966 | 100   |
|                        |                        |                        |           |       |
| Platné hlasy           | Platné hlasy           | Platné hlasy           | 5 143 966 | 99,53 |
| Neplatné hlasy         | Neplatné hlasy         | Neplatné hlasy         | 24 195    | 0,47  |
| Celkem hlasů           | Celkem hlasů           | Celkem hlasů           | 5 168 161 | 100   |
| Voliči v seznamu/Účast | Voliči v seznamu/Účast | Voliči v seznamu/Účast | 8 435 522 | 61,31 |
| Zdroj:                 |                        |                        |           |       |

V prvním kole získal nejvíce platných hlasů Miloš Zeman, druhý nejvyšší počet hlasů získal Karel Schwarzenberg; tito kandidáti se zúčastnili druhého kola 25. a 26. ledna. Agenturní průzkumy dlouhodobě vycházely tak, že do druhého kola postoupí Miloš Zeman a Jan Fischer, Jan Fischer však se ziskem 16,4 % do dalšího kola nepostoupil. Čtvrtý nejvyšší počet hlasů získal kandidát navržený senátory ČSSD Jiří Dientsbier mladší, když získal 16,1 % hlasů. Volby proběhly i ve věznicích, kde volební účast činila 62%. Vyhrál v nich Karel Schwarzenberg, kterému v některých nápravných zařízeních dali hlas téměř všichni vězni.
V zahraničních okrscích získal celkově výrazně nejvíce (3019, tedy 54,31 % hlasů) ministr zahraničí Karel Schwarzenberg; Miloš Zeman získal převahu v Afghánistánu (celkem 122 hlasů) a ve Vatikánu (9 hlasů), odlišné výsledky byly i v některých okrscích s málo voliči (například v Gruzii zvítězil 4 hlasy z 12 Vladimír Franz, v Íránu společně zvítězili Jan Fischer a Zuzana Roithová ziskem po 2 hlasech, v Maroku 5 hlasy z 8 zvítězil Jiří Dienstbier, Zuzana Roithová 5 hlasy z 8 v Ghaně atd.).

### Kampaň před 2. kolem
Klíčovými tématy před druhým kolem volby se stal zejména vztah Karla Schwarzenberga k vládě Petra Nečase, k Miroslavu Kalouskovi a k Benešovým dekretům a údajná nacistická minulost Schwarzenbergova tchána, z druhé strany pak údajné spolčení Miloše Zemana s Václavem Klausem, dokládané někdejší opoziční smlouvou a aktuální podporou rodiny Václava Klause Miloši Zemanovi, či vazby na osoby z korupčních kauz. V komentářích byl často Miloš Zeman označován za pokračovatele Václava Klause a Karel Schwarzenberg za pokračovatele Václava Havla.
V dvoutýdenním mezidobí uspořádala některá média živě vysílané duely obou postupujících kandidátů. Ve dnech 17. a 24. ledna to byly debaty České televize z Paláce Hybernia, 18. ledna přenos Prima Family, 23. ledna pokračování speciálu TV Nova Cesta na Hrad. Už 16. ledna a pak znovu 23. ledna se Karel Schwarzenberg a Miloš Zeman potkali také v živém přenosu Českého rozhlasu 1 – Radiožurnálu.

### Analýzy a ohlasy vprůběhu voleb

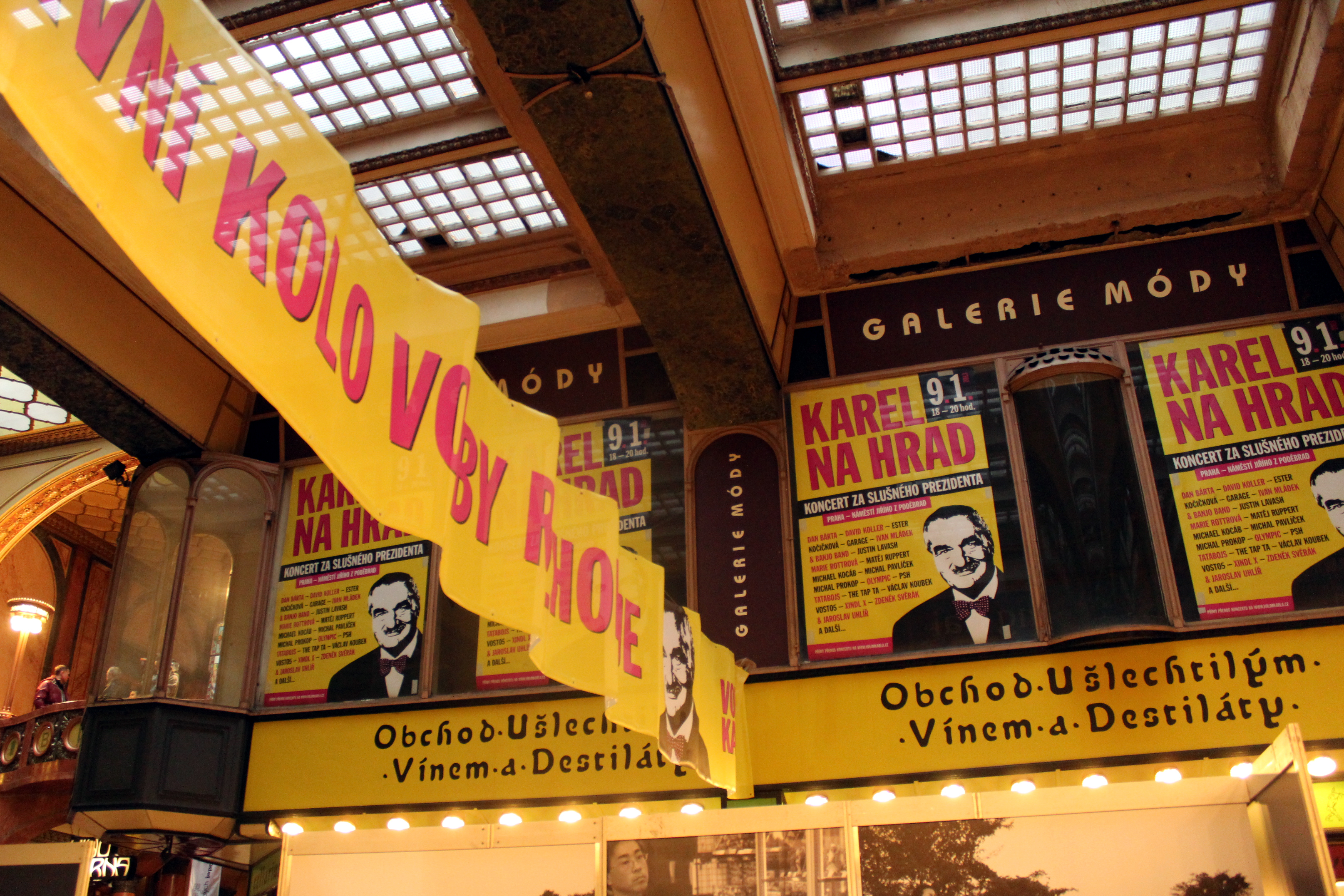
Proschwarzenbergovská výzdoba Paláce Lucerna

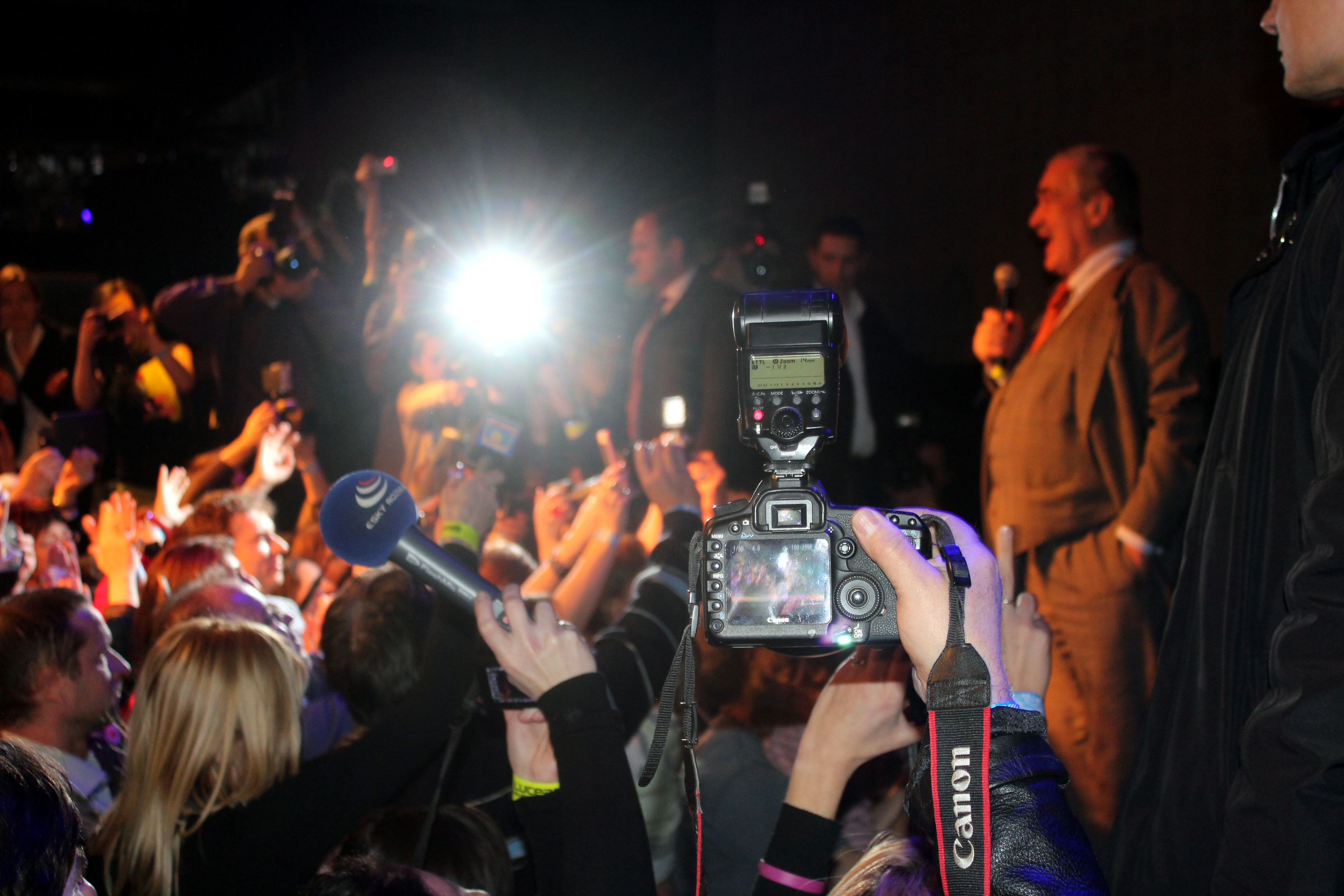
Karel Schwarzenberg po sečtení výsledků druhého kola hlasování děkuje svým podporovatelům na setkání v Paláci Lucerna.

Krátce před 1. kolem i v mezidobí před 2. kolem volby nového českého prezidenta se objevilo několik sociologických či politologických analýz, ohlasů na české prezidentské volby v zahraničí a různé demografické studie. Na výsledky 1. kola též reagovaly osobnosti společenského, kulturního života, politikové, umělci a celebrity. Jednotlivé politické strany daly voličům návrh na zvážení, koho strany, více či méně jednoznačně, podporují v 2. kole, s tím, že rozhodnutí je pochopitelně zcela ve svobodné volbě občanů. Také zvlášť se vyjádřila většina ze sedmi nepostupujících kandidátů, kdo je pro ně více přijatelnější, viz Volba menšího zla (politologický fenomén v demokracii). Analýzy též předpovídají jaký vliv by zvolení toho kterého kandidáta prezidentem ČR mohlo mít na jednotlivé politické strany, na celou veřejnost, na zahraniční vztahy státu či schopnost prezidenta rozdělovat, sjednocovat, styl projevu, apod.

### 2. kolo

Výsledky druhého kola dle okresů:
Miloš Zeman
Karel Schwarzenberg

Druhé kolo voleb se konalo 25. a 26. ledna 2013. Vítězem se stal Miloš Zeman. Dle komentáře Josefa Kopeckého měl být souboj kandidátů velmi obtížný a předem se dalo velmi těžko odhadnout, kdo zvítězí.
Volební účast 59,1 % oprávněných voličů jen o dva celé a dvě desetiny procentního bodu nedosáhla na údaj z prvního kola volby (při které bylo odevzdáno 5 168 161 hlasů a z toho 5 143 966 bylo platných). Podle sdělení Státní volební komise z celkových 8 424 235 oprávněných voličů odevzdalo celkem 4 983 481 úřední obálku a z toho bylo 4 958 576 platných hlasů. Pro Miloše Zemana hlasovalo téměř o půl milionu více voličů a získal tak necelých 55 % oproti více než 45 %, které získal Karel Schwarzenberg. Oba postupující kandidáti hlasovali v druhém kole 25. ledna. Miloš Zeman i Karel Schwarzenberg hlasovali sami pro sebe, hlas Karla Schwarzenberga však byl neplatný, neboť ho nevložil do úřední obálky.
| Kandidát               | Kandidát               | Strana                 | Hlasy     | %     |
| ---------------------- | ---------------------- | ---------------------- | --------- | ----- |
|                        | Miloš Zeman            | SPOZ                   | 2 717 405 | 54,80 |
|                        | Karel Schwarzenberg    | TOP 09                 | 2 241 171 | 45,19 |
| Celkem                 | Celkem                 | Celkem                 | 4 958 576 | 100   |
|                        |                        |                        |           |       |
| Platné hlasy           | Platné hlasy           | Platné hlasy           | 4 958 576 | 99,50 |
| Neplatné hlasy         | Neplatné hlasy         | Neplatné hlasy         | 24 905    | 0,50  |
| Celkem hlasů           | Celkem hlasů           | Celkem hlasů           | 4 983 481 | 100   |
| Voliči v seznamu/Účast | Voliči v seznamu/Účast | Voliči v seznamu/Účast | 8 434 941 | 59,11 |
| Zdroj:                 |                        |                        |           |       |

## Fenomén volby a její historický význam
Již v době těsně po skončení druhého kola začala vznikat díla zkoumající tuto volbu jako kulturní a společenský fenomén, který ukazuje dalekosáhlé změny v české společnosti. Počátkem března 2013 byla vydána kniha Proč právě Zeman? zkoumající příčiny vítězství Miloše Zemana. Na 21. března byla naplánována premiéra dokumentárního filmu Hledá se prezident, který se detailním způsobem snaží prozkoumat první přímou volbu prezidenta České republiky. V dubnu 2013 měl v České televizi premiéru dokument Víta Klusáka a Filipa Remundy Spřízněni přímou volbou z cyklu Český žurnál.